# Saint-Martin-de-Saint-Maixent
Saint-Martin-de-Saint-Maixent är en kommun i departementet Deux-Sèvres i regionen Nouvelle-Aquitaine i västra Frankrike. Kommunen ligger i kantonen Saint-Maixent-l'École 2e Canton som tillhör arrondissementet Niort. År 2022 hade Saint-Martin-de-Saint-Maixent 1 066 invånare.

## Befolkningsutveckling
Antalet invånare i kommunen Saint-Martin-de-Saint-Maixent
| Referens: INSEE |